# 对中国共产党的评论

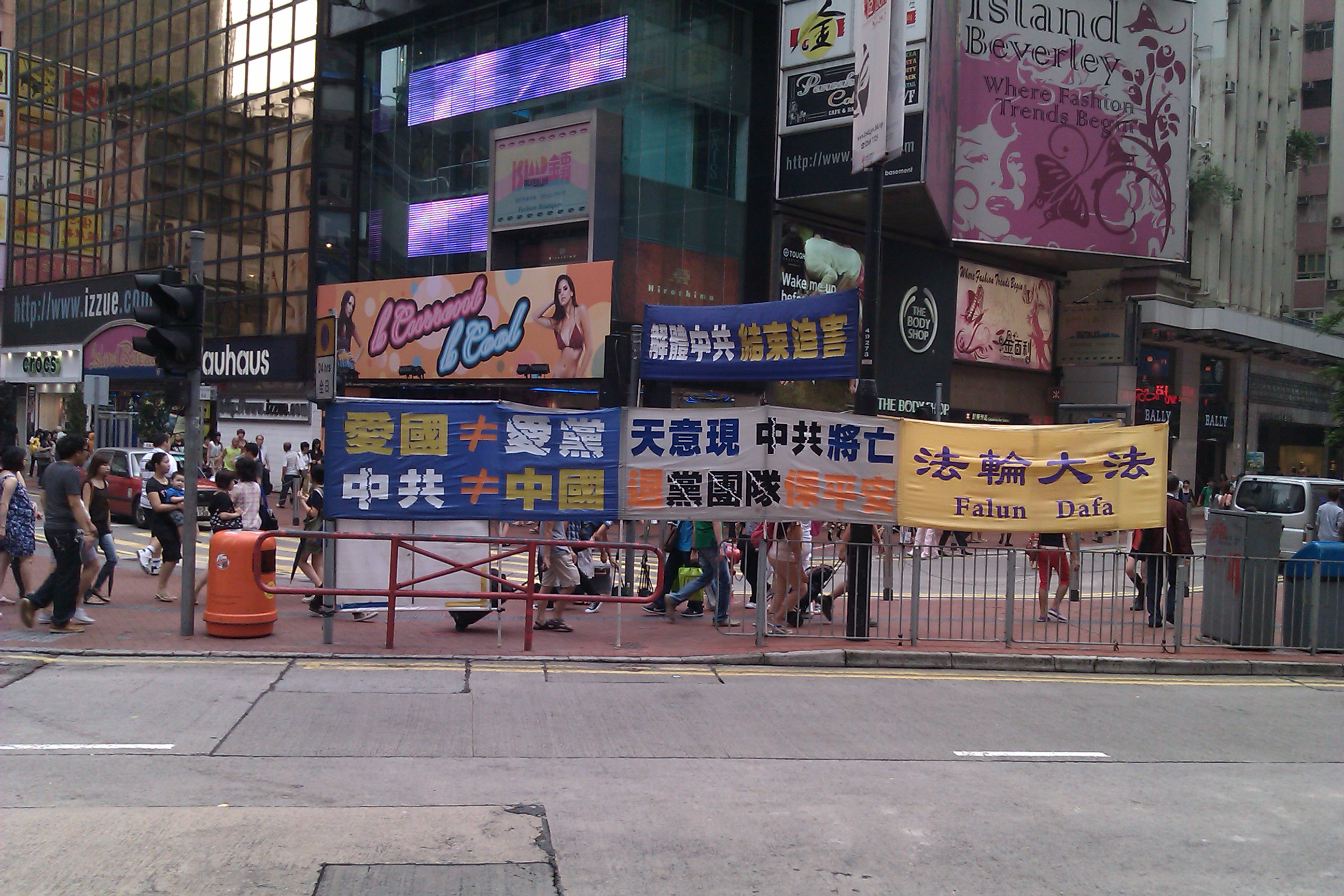
2011年7月法輪功團體在香港銅鑼灣進行反中共宣傳

对中国共产党的评论可以根据政治意識型態分为“亲中共”、“反中共”和“中立”三大立场。

## 正面评价

### 消除贫困
根據國務院扶貧開發領導小組辦公室的統計數字，中國民眾個人人均收入不少於668元的人減少了290萬人或10%；那些人均收入不少於924元的人減少了6.4萬人或11.1%。20世紀90年代後期以來的社會福利的改革，包括了失業保險、醫療保險、工傷保險、生育保險、公共養老基金和個人養老金賬戶。中央政府門戶網站報道稱：联合国秘书长潘基文称赞中国在减贫领域取得了举世瞩目的成就，并指出千年发展目标成功地帮助全世界10多亿人口摆脱极端贫困，其中中国功不可没。中国共产党计划在2020年解决区域性贫困问题。(对外宣传称已经解决)。

### 经济成就
在中國共產黨執政時期，中國大陸在1980年代經過改革開放之後的30年經濟高速發展，很快發展成為世界第二大經濟體、世界第一大工業國、世界第一大農業國和世界第二大服務業國。
而由中華人民共和國國務院總理李克強強力推進的上海自由貿易試驗區得到西方商業界和金融界的歡迎，在此各國企業得以公平競爭、市場獲准簡便、資本交易便利，並且自由貿易試驗區運行1年來的發展而有一定成效。

### 自我改革
中华人民共和国国务院总理李克强表示，“改革是最大的红利”。南非《商業日報》對於中國共產黨第十八屆中央委員會第三次全體會議所提出的全面深化改革方案，則認為將在之後決定中國未來的走向，而使得國家經濟更為穩健、人民更加富有，而相關的政治改革也將更為順利地推進。

### 逐步开放
英国皇家国际事务研究所亚洲项目主任克里·布朗评论认为「中国共产党变得更加开放」。在100多次来到中国之后，他认为，中国共产党的信息更加公开，执政更加透明，程序更加规范。而且它善于学习，能够不断地从国外的和自己的执政经验中总结和学习，从而成功地适应了形势的变化。

### 社会稳定
中共當局認定維穩是改革開放後中國共產黨和中華人民共和國政府的工作重心之一。實際上是一類官方維持既定統治秩序、防範各種可能改變當局施政或行事的自發社會運動的全方位管控。中共官方以及親共人士认为，中国共产党领导全国各族人民，经过长期的反对帝国主义、封建主义、官僚资本主义的革命斗争，取得了新民主主义革命的胜利，结束了中国半殖民地半封建社会的历史。

### 体谅民生
据《经济日报》报道称，1934年11月初，在湖南汝城县沙洲村，三名女红军曾暂时借宿徐解秀老人家中，与徐解秀母子合盖仅有的一条行军被；临走时，一名红军将被子用剪刀剪下一半给老人留下。徐解秀接过被子后泪流不止，说：“什么是共产党？共产党就是自己有一条被子，也要剪下半条给老百姓的人。”

### 满意度高
2020年7月8日，美国哈佛大学肯尼迪政府学院阿什民主治理与创新中心发布报告《理解中共韧性：中国民意长期调查》，显示2016年中国人民对中共政府的满意度高达93.1%，创2003年该调查进行以来新高。该份研究报告由三位学者共同撰写，团队于2003年至2016年间在中国进行8次调查，面对面访问超过3.1万名城乡居民，了解他们对中央政府、地方政府、环境保护等方面的满意度。调查发现自2003年以来，中国人对中央和地方政府的满意度几乎全面提高，普遍认为当局管治能力和效率超过以往。

## 兩極評價

### 人权状况
中共官方认为，自改革开放以来，中国共产党不断改善中国的人权状况，促进人权事业全面发展，使每一个社会成员生活得更有尊严。2011年，经过政府和民众的共同努力，中国公民的人权意识显著提高，人民的总体生活状况明显改善，经济、社会和文化权利保障得到全面加强，公民权利和政治权利保障更加有效，各领域的人权保障在制度化、法治化的轨道上全面推进。
然而據非政府組織「世界正義工程」 公布的2022年法治人權指數調查報告，中國今年的整體法治指數為0.47，低於全球（0.55）及亞太地區（0.59）平均分。而自香港自2014年納入調查起，法治指數亦持續下跌創新低。

## 负面评价

### 修改历史
異見者称中國共產黨修改（篡改）部分歷史史實以及相關的概念「歷史修正主義」（Historical Revisionism），甚至稱被中國共產黨修改後的歷史為「偽歷史」。而中共官方則將「還原歷史」、「重寫歷史」、否定黨史、否定國史的主張称之为「歷史虛無主義」。

### 封锁
中共建立了數套用於互聯網審查之系統，主要用於阻擋當局不願中國國民瀏覽的網站，大部分是港澳台及海外的中文新聞和論壇網站，以及國際社交、博客、影片、文件寄存網站等，列如搜索引擎Google、YouTube、Facebook、Twitter、Instagram、维基百科、GitHub等知名國際軟件。以及BBC中文網、美國之音中文網、德國之聲（含中文網）、香港電臺等國際媒體中文網站也被完全封鎖。與其他有網絡封鎖的國家不同，當在中國訪問被封鎖網站的時候，不會出現任何政府提示，只會顯示與網站的連接出現問題。2013年1月30日，无国界记者组织在全球新闻自由指数年度报告中指出：“中国在相关领域仍然‘没有出现任何改善迹象’，其在报告中称中国仍有大批记者和网民遭到关押，成为世界上“最大的网民监狱”。2015年10月，美国人权组织“自由之家”发布的报告显示，全球的互联网自由状况连续第五年恶化，在其调查和评估的65个国家和地区中，中国是互联网最不自由的国家，这归源于在现任中国共产党中央委员会总书记习近平将“互联网主权”作为执政重点之一之后，中共採取了一系列措施加大了网络控制的力度。大多数西方国家批评中国完全没有任何网络自由，无法和世界接轨，不过由于大陆网民可使用VPN访问被限制浏览的网站，且官方认为基于意识形态的互联网审查对国家发展具有必要性，如中共中央前总书记江泽民在2000年接受美国记者迈克·华莱士专访时说：“...我们需要有所选择，我们希望尽可能地限制对中国发展有害的信息。”，因而此类批评一般会被官方和主流中国大陆网民认为属于反中的范畴。

### 对汉族的种族歧视
中华人民共和国计划生育政策主要適用於占中國人口絕對多數的漢族，對其餘的少數民族則限制較少，違法者會遭到巨額罰金。其子女長大後亦會面臨如沒有戶口，不能上學等諸多問題。這一法規造成了漢族人口出生率的急劇下降，導致漢族生育率始終在1.3以下，也加快了城市人口老齡化的速度。另外高考分數錄取政策偏向少數民族，導致漢族人在高考錄取方面與其他少數民族存在較大不公平等一系列少數民族優惠政策亦時常受到社會譴責。另外，這一系列政策也是新疆維漢衝突的其中一個成因。中國司法系統曾經提出的對少數民族罪犯的兩少一寬的政策，亦為人所詬病。而部分地方政府（如陝西、甘肅、寧夏等地）為了方便地區統治過於偏袒少數民族及宗教勢力，用行政力量推動宗教發展，也引發一些中國民眾的不滿。如熱衷於在網上評論時事的西安道士梁興揚因批判回族軍閥馬家軍的主要人物之一馬步芳，而被西安警方以「破壞民族團結」為由帶走調查。此外，出於政治外交需要或崇洋媚外的情況，對外籍人士（包括港澳台的居民）在行政上比本國公民有更好的待遇。上述逆向歧視行為引發了民眾對中國現行民族政策的批評乃至對伊斯蘭教的批判，也使得「一等洋人二等官，三等少民四等漢」這類諷刺性說法廣為流傳。近幾年中國政府已經注意到了此類狀況，在一定程度上改變了以往的做法以求改變這一現狀。儘管在此期間採取的一些做法又引起了新的爭議。
報刊《太陽報》也登載文對第一代民族政策評論道：「在中國五十六個民族之中，最受歧視的不是少數民族，恰恰是人數最多的漢族。漢族與少數民族沒有站在同一起跑線上，大學畢業找工作，在同等條件下，少數民族優先錄取；在職位升遷時，少數民族也有優勢，不管是哪一級政府，一定要有少數民族的代表。內地官場有「無知少女」的說法：「無」代表無黨派，「知」代表知識分子，「少」代表少數民族，「女」代表女性。如果閣下是少數民族，升官的機率比漢族高得多。即使不考大學、不做官，少數民族仍有特權，就是不受計劃生育的限制，想生多少個就多少個。到西藏或新疆去看一看，一家有三、四個孩子是很正常的事；漢族就可憐了，計生標語上說：「打下來，流下來，就是不能生下來」，其殘忍不言而喻。漢族超生變成不可饒恕的大罪，長此以往，少數民族人口上升，漢族人口減少，是不可避免的大趨勢。當局在處理民族的問題上軟弱無能，只好一再犧牲漢族的利益，令漢族淪為二等公民，難怪有漢族人以冒充少數民族為榮」。
亦有學者认为：「（西藏自治區內的）社會在任何方面的不滿，幾乎都會轉變為政治上的不滿，隨之就會喊出要求西藏独立的口號，而西藏的『穩定集團（權貴）』往往利用政局的不穩定向北京取得巨額撥款、各種福利和社會保障」。

### 被质疑背离社会主义
在改革开放后，中国共产党采用中国特色社会主义作为官方的主要意识形态，其引入了资本主义的部分市场经济概念，虽在发展中取得高速经济增长，却造成贫富差距分化等社会问题，且中国共产党官方长期的威权主义政策导致民间政治群体无法进行政治实践与发声表达诉求，进而引来毛派、新左派和海外左翼政党和学者的批评，质疑中国共产党是否仍然是社会主义政党，其经济改革和政治收紧是否将中国带入资本主义领域。
其中，毛派将文化大革命结束后的中国共产党看作官僚资产阶级政党，新左翼关注和批判现今中国沿海和内陆、城市和农村之间的社会不平等，许多左翼政党组织（如日本共产党、印度共产党（毛主义）、为人民服务－共产主义联盟、菲律宾共产党、国际社会主义道路（台湾））或学者，质疑或否认目前中国共产党的社会主义政党性质或不再承认中华人民共和国是社会主义国家。

### 新疆问题
外界指控现任中共中央总书记习近平领导下的中国共产党和中华人民共和国政府对新疆以穆斯林为主的维吾尔族人和其他少数民族和宗教少数派群体成员做出种族灭绝的暴行。
2022年8月31日，联合国人权事务高级专员米歇尔·巴切莱特发布了一份《关于中国对待新疆维吾尔族穆斯林和其他穆斯林少数民族的报告》。报告发现，中国对这些群体的待遇可能构成危害人类罪。报告的结论是，该省“发生了严重的侵犯人权行为”，报告将其归因于中国针对维吾尔穆斯林和其他穆斯林少数群体的「反恐和反‘极端主义’战略的应用」。报告也显示，「关于酷刑或虐待模式的指控，包括强迫医疗和恶劣的拘留条件，是可信的，对个别性暴力和基于性别的暴力事件的指控也是可信的」。联合国人权办公室也在报告中提出建议，中国政府应迅速采取「释放所有被任意监禁在新疆维吾尔自治区或任何其它拘留中心的个人」，以及提供确切的位置和下落给拘留者的家属知道，并帮助建立「安全的沟通渠道」，让其家人团聚。报告也建议，中国政府应废除任何不符合国际标准的法律，迅速调查关于在拘留营地和其他拘留设施中侵犯人权的指控，包括关于酷刑、性暴力、虐待、强迫医疗以及强迫劳动和死亡报告的指控。
2022年9月7日，40名联合国人权理事会所属特别调员员、独立专家和工作组联合发文呼吁，国际社会不能忽视中国严重侵犯人权行为，要求人权理事会必须召开一次关于中国的特别会议，以及敦促中国必需解决新疆严重侵犯人权的行为。

### 臺灣問題
2015年底台灣藝人周子瑜因在韓國綜藝節目中手拿中華民國國旗揮舞，被藝人黃安在新浪微博舉報是「台獨」而引發一起事件，黃安微博發文觸發中國大陸網友的反台獨情緒，演變成抵制周子瑜的聲浪，周子瑜在中國大陸的預定演出和代言皆被取消，經紀公司JYP娛樂遭中國大陸網友抵制。2016年1月15日，JYP娛樂安排周子瑜錄製影片公開道歉，並聲明自己是一個中國人；1月16日，中共中央台灣工作辦公室回應此事後，事件才逐漸平息。由於事件發生於台灣2016總統大選前夕，對選情產生了一定影響；有評論認為道歉影片中周子瑜像是伊斯蘭國劫持的人質，臨死前宣讀「悔過」聲明，引起台灣民眾反中共打壓的情緒；時任中華民國總統馬英九及蔡英文、朱立倫、宋楚瑜三位總統候選人一致公開力挺周子瑜，國內外民眾群起聲援周子瑜；事件意外使九二共識一夕破功，總統大選後台灣智庫民意調查指周子瑜事件約影響1成選票，泛綠陣營民主進步黨與泛橘陣營親民黨受益，人民日報旗下微信公眾號也承認中國大陸傳媒集體封殺16歲的台灣藝人周子瑜事件都能給民進黨增加50萬選票。
2018年5月，兩名來自臺灣的學生參加澳洲昆士蘭省羅坎普頓的推廣牛肉活動時如其他國際參加者一樣在公牛塑像上繪製國旗，然而不久後其繪製的中華民國國旗卻遭當地政府完全塗蓋。當地政府坦承此舉係因受到來自中國共產黨政府官員的施壓。學生家長表示「雕像上有巴西國旗、日本國旗，卻只有这中華民國國旗被塗掉，她的孩子因為中共施壓塗掉中華民國國旗的決定，感到非常傷心且失望」。台灣大部分人民至今仍無法接受中共一系列不尊重人權的以及不斷打壓臺灣的作為。

### 涉嫌大規模監控
人脸识别技术已经广泛运用于中国大陆的各种公共场所，甚至政府机关、高等院校也相继启用该技术，但没有直接证据表明有“大规模监控”的发生。

### 宗教逼害
中國共產黨對民間宗教強烈打壓，除為人熟知的法輪功外，近年針對基督教、穆斯林、佛教和道教等都有不同程度的打壓和逼害，如強拆教會，將教會或佛像疊換成毛澤東或習近平頭像等。

### 涉嫌处理新冠疫情不当
2019冠狀病毒病疫情发生后，中共中央总书记习近平多次反复强调自己亲自指挥防疫工作，并表示早在2020年1月7日已经在中央政治局常委会上提出防疫要求。但是，此前习近平首次公开提出防疫要求是在1月20日。
2020年1月23日，中共中央、国务院召开2020年春节团拜会，习近平在团拜会上发表了讲话。但其讲话中对已经爆发疫情并因此“封城”的武汉市只字未提，引发部分人的不满。
2020年1月28日，習近平會見世界卫生组织總幹事譚德塞時，表示自己一直在“亲自指挥、亲自部署”新型冠状病毒疫情的全国防疫工作。2020年3月10日，《求是》雜志發佈文章大国战“疫”，习近平总书记亲自指挥、亲自部署。紐約時報、華盛頓郵報等媒體則認爲習近平“缺席”防疫，是和湖北、武漢地方政府的錯誤劃清界限的行爲。

德國《明鏡周刊》透露，根據德國聯邦情報局調查，世界衛生組織總幹事譚德塞與習近平在1月21日通話時，被要求世衛不要發布病毒人傳人的訊息，及延後全球大流行的警告。德國的結論是由於中國大陸下令封鎖消息，全球損失4到6個星期的時間對抗病毒，如果不是中國大陸隱瞞訊息，疫情會容易控制得多。

在2020年6月7日，中国国务院新闻办公室发布《抗击新冠肺炎疫情的中国行动》白皮书，白皮书指出，14亿中国人民都是抗击疫情的伟大战士。疫情发生以来，中国人民不分男女老幼、不论岗位分工，都自觉投入到抗击疫情的人民战争，坚韧团结、和衷共济。医务工作者白衣执甲，逆行出征，武汉人民、湖北人民顾全大局、顽强不屈。
习近平主导的新冠疫情“清零政策”在2022年备受质疑，多家媒体指出，习近平主推的清零政策与上海当局的科学精准防疫策略产生了冲突，防疫不再以科学为依据，而主要出于政治导向，是“政治防疫”。一些观点认为，在奥密克戎变异株毒性减弱，病程相当于流感的情况下，“动态清零”政策已经与科学防疫背道而驰。而继续实行动态清零政策将使中国经济真正处于衰退状态，习近平将面临政治防疫和经济下行两个难题。

### 涉嫌不正当获取他國智慧財產
隨著中國提出人均所得達到八千美元，中國大陸開始面臨工資上漲，產業不得不轉型升級的情勢，儘管中國大陸在中共的產業扶持下，創新產業發展迅速，但其發展速度仍然遜於民衆需求，被認為不利於產業的創新，中共為了避免產業升級步調過慢影響中國大陸的經濟成長，進而降低民衆生活水準，便以能否進入中國大陸市場為條件，希望外國公司進行技術轉移，或透過其他途徑合理獲取他國技術。

## 相关人士

### 亲中共的组织和人士
自2000年以來，台灣的中国国民党和新黨被认为推行亲中和亲中共的兩岸政策。香港過去被稱為“土共”或“左仔”的左派親中組織，在香港回歸後結合本地的中資和港資財團勢力，成為香港主流勢力建制派。
另有一些媒体也是支持中国共产党的，例如台灣旺旺中時媒體集團與新加坡《联合早报》與美國《北美世界日报》也為親中共媒體。
美國的亨利·季辛吉、比爾·蓋茨等政商界名人也被認為是親中共人士。

### 反中共的组织和人士
日本政壇上的右翼人士，如民族派等人士，立場通常為反中共，并将每年9月29日定為反中共日，舉行遊行活動。前中华民国总统马英九认为反对中共，不等于反中国。前中华民国台湾省政府主席宋楚瑜曾主張「台灣就是中國」，所以“不反中”但是“反中共”。法轮功因1999年被中華人民共和國政府鎮壓，因此法輪功移師海外發展且政治立場轉為反共。法輪功团体的反共标语有：“爱国≠爱党”、“中共≠中国”等。

#### 中國國民黨的立場
1949年，中華民國政府及中國國民黨在國共內戰中失败，撤退來台之後，蔣中正時代與中共武裝敵對，與蔣經國到李登輝擔任國民黨主席的時代與中共轉為軍事停火剩下政治敵對，連戰擔任榮譽黨主席的時代與中共有政治和解的趨勢，展開國共論壇。所以國民黨對中共的評論，隨時代變遷差異很大。

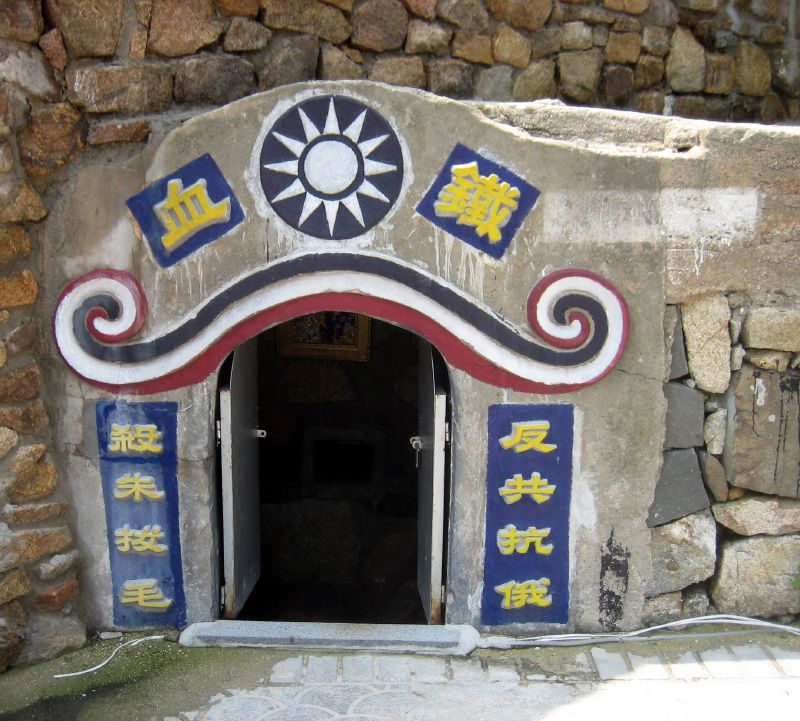
福建連江馬祖防空洞對聯標語「反共抗俄、殺朱拔毛」

20世紀，國民黨曾大力批評中共導致的朝鮮戰爭、三反五反、大躍進、三年大饑荒、文化大革命、六四天安门事件。

#### 中国大陆的党外反共人士
在中国大陆，反共主义者是持不同政见者中的一类。而由于中国政治上长期奉行一党专政，中国基本由中共进行专制统治，因而在中国社会中，除异见人士外，人们对表达反政府、反共的政治倾向持谨慎的态度。2014年恶之花事件中，外界认为中国大陆女星姚晨因昆明火车站暴力恐怖袭击事件指责中国政府（中国共产党）暴政。虽然此后，中国大陆舆论因此事对她一直持批判态度，但她从未回应此事，以清楚表达自己的政治态度。

#### 中国共产党、中国政府内部的反共異見者
在中国现行政治体制下，事业单位、政府机构、重要部门的第一、二负责人只有中国共产党党员才能担任；公务员也多为党员；在大学期间，成为一名学生党员亦是常见现象。但实际上，现在加入中国共产党的人并不意味着完全接受中国共产党的政治理念。而这其中，相當一部分人对于中国共产党部分的做法持有异议。而有些人则是持反共立场。而对于不忠于中国共产党理念的党员，官方多以两面人称呼。无论是学生党员或担任公职的党员，持有反共、反中思想者亦为常见。知名党员公开表达反共情绪亦非个案。比如说:毕福剑酒桌唱戏事件，以及任志强事件。而现实中，上級党组织負責人因同情，对反共、反中党员部分時候亦有“庇护”之态。2018年，厦门大学发生“辱中”事件，一部分輿論认为厦门大学对涉事的中国共产党党员田佳良处罚过轻。但香港《东方日报》认为，中国共产党“两面人”的问题，不仅表明中国共产党内部存在众多的“隐性两面人”，同時也表明不少人加入中国共产党只为前途投机，甚至表示中国共产党到底有多少“两面人”只有“神”知道。

## 表现形式

### 亲中共的形式
- 抵制《还愿》等涉及反共的电子游戏[86]，抵制日货[87]。

### 反中共的形式

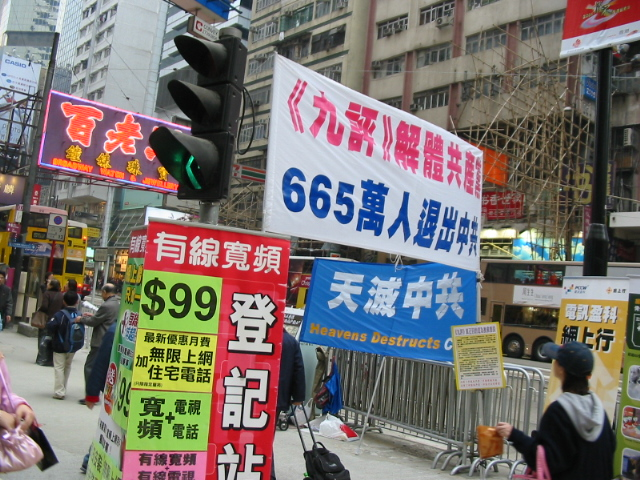
反中共人士的宣传口号：“《九評》解体共产党”、“天灭中共”

- 2004年11月19日《大纪元时报》系列评论性文章《九评共产党》对中国共产党进行批评[88]。《大紀元時報》是由居於美國的法轮功學員於紐約創辦的报纸。大紀元退黨網站 （页面存档备份，存于）從2004年12月提供形式上的「退出黨、團、隊的服務」[89]，呼籲中國人退出共產黨相關組織以自保。

- 2015年8月一名黃姓台湾导游在遊覽車向中国大陆游客播放反共宣传片，遭到中国大陆游客抗议。[90]